# Raconnière
La Raconnière est un ruisseau français du département des Deux-Sèvres, affluent rive gauche du Cébron et sous-affluent du Thouet.

## Géographie
La Raconnière prend sa source vers 180 mètres d'altitude à la fontaine de l'Anier en limite des communes de Saint-Germain-de-Longue-Chaume et d'Amailloux, près du lieu-dit la Haute Roche, sur le chemin qui va de "la haute roche" à Saint-Germain-de-Longue-Chaume.
Elle rejoint le Cébron en rive gauche à l'est de la route départementale 938 et du pont de Verrine sur la commune de Gourgé, vers 115 mètres d'altitude, dans la partie sud du lac du Cébron.
Longue de 14 km, la Raconnière a quatre affluents répertoriés dont le plus long est la Coussotte en rive droite.

## Communes et cantons traversés
À l'intérieur du département des Deux-Sèvres, la Raconnière arrose six communes réparties sur deux cantons :
- - Canton de Parthenay
    - Saint-Germain-de-Longue-Chaume (source)
    - Amailloux (source)
    - Lageon

  - Canton de Saint-Loup-Lamairé
    - Maisontiers
    - Louin
    - Gourgé (confluence avec le Cébron)